# Świadkowie Jehowy w województwie pomorskim
Świadkowie Jehowy w województwie pomorskim – wspólnota religijna Świadków Jehowy w województwie pomorskim. W wyniku Narodowego Spisu Powszechnego Ludności i Mieszkań 2011 określono liczbę osób na terenie województwa deklarujących swoją przynależność religijną do Świadków Jehowy na 9406. Natomiast liczba głosicieli według opracowania GUS „Wyznania religijne w Polsce 2019–2021” w roku 2021 wynosiła 8218. W październiku 2024 roku na terenie województwa znajdowały się miejsca zebrań 84 zborów (w tym także zbór angielskojęzyczny, trzy zbory i dwie grupy rosyjskojęzyczne, zbór języka migowego, dwa zbory i trzy grupy ukraińskojęzyczne, grupa hiszpańskojęzyczna, oraz polskojęzyczna grupa na oddaleniu).

## Historia

### Początki

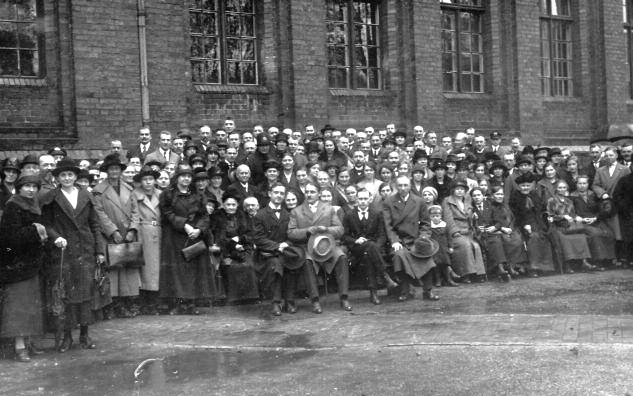
Niemieckojęzyczny zbór w Gdańsku (11 października 1925). W pierwszym rzędzie od lewej goszczący w Gdańsku Wilhelm Scheider (późniejszy sługa oddziału w Polsce), Paul Balzereit (sługa oddziału w Niemczech) oraz Wilhelm Ruhnau, w którego domu zbierał się gdański zbór i Ewald Niehuß (koordynator biura w Gdańsku)

W Gdańsku działalność była prowadzona co najmniej od 1907 roku. W lipcu 1910 roku w Gdańsku istniał już niewielki niemieckojęzyczny zbór Badaczy Pisma Świętego (od 1931 roku Świadków Jehowy), w którym wizytę złożył pielgrzym z niemieckiego Biura Oddziału Hermann Herkendell (1889–1926). Złożył także wizytę w niemieckojęzycznym zborze w Słupsku. W kwietniu 1914 roku grupa w Gdańsku liczyła 30 członków i sympatyków. Od roku 1917 zgromadzali się oni w mieszkaniu rodziny Ruhnauów. Zbory odwiedzał Paul Balzereit (w roku 1913), a następnie pielgrzym Max Cunow (w roku 1916).
W roku 1915 i 1919 zbory w Gdańsku oraz Słupsku odwiedził pielgrzym Bernhard Buchholz.
W latach 1917–1919 zbory w Gdańsku i Słupsku odwiedzał pielgrzym Karl Wellershaus. Zgromadzenia odbyły się w Gdańsku (19 i 20 stycznia 1917 roku, 1 i 2 grudnia 1918 roku, 15 i 20 lutego 1919 roku) i Słupsku (18 stycznia 1917 roku, 30 listopada 1918 roku, 12 i 14 lutego 1919 roku).

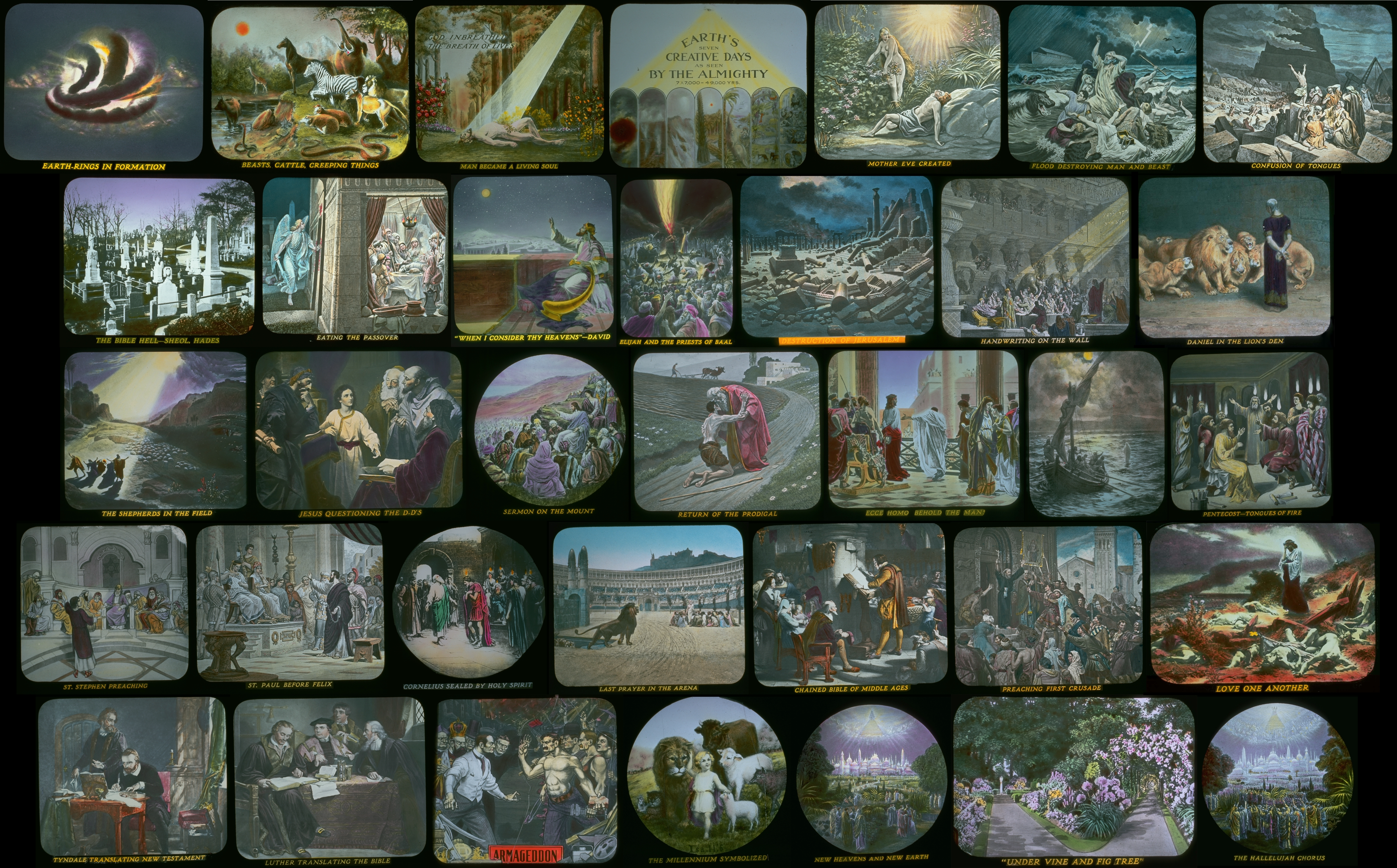
Fotodrama stworzenia wyświetlana była na Pomorzu od roku 1923

### Lata 20. XX wieku
Od 18 do 21 lipca 1920 roku przy Thornscherweg 11d w Gdańsku odbyło się zgromadzenie; kolejne miało miejsce w 1921 roku.
Pielgrzym Bernhard Buchholz zbór w Kleszczyńcu odwiedził w roku 1920, w Gdańsku i Słupsku w roku 1920 i 1921, a w Bytowie, Miastku i Lęborku w roku 1921.
W roku 1922 w wodach Bałtyku odbył się chrzest w Gdyni Orłowie (ochrzczony został m.in. Władysław Chomentowski). W tym czasie działalność zapoczątkowano w Chojnicach. Około 1923 roku został ochrzczony Burski oraz mieszkająca w Chojnicach rodzina Borysów. W tym samym roku rozpoczęto wyświetlanie nowego filmu Dramat stworzenia – późniejszej niemieckiej wersji Fotodramy stworzenia, której taśmy w tym kraju uległy już zniszczeniu. Film pokazano m.in. w kilku miastach na Pomorzu.
Do roku 1925 liczba członków zboru w Gdańsku wzrosła do 196 aktywnych głosicieli i sympatyków. Zbór ten odegrał kluczową rolę w powstawaniu nowych zborów na Pomorzu.
W drugiej dekadzie XX wieku ponad 20-osobowa grupa działała również w Słupsku, inna grupa w Kwidzynie.
W roku 1924 na dorocznej uroczystości Wieczerzy Pańskiej obecnych było w Kwidzynie 57 osób. Grupa działa również w pobliskim Bronisławowie.
W dniach 10 i 11 listopada 1928 roku zorganizowano konwencję (zgromadzenie) w Gdańsku dla około 500 osób (Aula der Petrischule, Hansaplatz).

### Lata 30. XX wieku
W trzeciej dekadzie XX wieku największe skupiska Świadków Jehowy (przyjęcie nowej nazwy w 1931 roku) były w takich miejscowościach i ich okolicach, jak: Wolne Miasto Gdańsk, Słupsk, Miastko, Bytów, Chojnice, Kleszczyniec. Urządzano częste wyjazdy za miasto w celu głoszenia dobrej nowiny. 23 i 24 sierpnia 1930 roku przy Schichaugasse 6 (obecna ul. Jana z Kolna) w Gdańsku odbyło się okręgowe zgromadzenie służbowe (Bezirks-Dienstversammlungen).
23 lutego 1930 roku we wsi Pomieczyno czterech głosicieli z Gdańska, którzy wyruszyli dwoma motocyklami do działalności kaznodziejskiej, zostało napadniętych przez ponad 80-osobowa grupę mieszkańców.
3–6 września 1931 roku niemieckojęzyczny zbór w Gdańsku, a 7–11 września 1931 roku w Kwidzynie odwiedził pielgrzym o nazwisku Kiper. 28 i 29 września 1931 roku pielgrzym o nazwisku Rahbe odwiedził zbór w Miastku, a 30 września – w Bytowie.
Na początku lat 30. XX wieku zbory w Gdyni i Grabówku (obecnie dzielnica Gdyni) liczyły po około 30 głosicieli. Działalność kaznodziejską prowadzono również w Tczewie. Zebrania urządzano przy ul. 30 Stycznia, a zborowi przewodził Regulski.
W związku z działalnością kaznodziejską prowadzoną przez zbór w Tczewie głosicielom wytoczono kilka spraw karnych za publiczne znieważanie słowami wiary katolickiej czy nieposyłanie dziecka na lekcje religii, które zakończyły się wyrokiem skazującym.
W 1932 roku na terenie Gdyni działalność kaznodziejską prowadził m.in. Bolesław Bożyszkowski i Wojciech Biernat. Na odczyty urządzane w mieszkaniu Bożyszkowskiego przychodziło około 20 osób.
W 1932 roku zorganizowano dwudniowe zgromadzenia m.in. w Gdańsku (23, 24 lipca, przy Jakobsneugasse 7) i w Kwidzynie (5, 6 marca, przy Hindenburgstr. 84).
W kwietniu i maju 1933 roku niemieckojęzyczne zbory w Gdańsku, Bytowie, Kleszczyńcu, Lęborku, Miastku i Słupsku odwiedził pielgrzym o nazwisku Kiper.
W tym samym czasie także chojnicka prokuratura oskarżyła mieszkającego tam pioniera o nazwisku Śmieszko o dopuszczenie się „bluźnierstwa” za pomocą druków. Rozprawa sądowa w tej sprawie odbyła się w 1933 roku. Jej przebieg obserwowało mnóstwo ludzi. W charakterze biegłego ze strony Kościoła katolickiego powołany był ksiądz Janke, posiadający doktorat z teologii, wykładowca religii w gimnazjum w Chojnicach. Ze strony Towarzystwa Strażnica wystąpił Wilhelm Scheider. W wyniku dyskusji na temat szeregu podstawowych zagadnień doktrynalnych ksiądz „Janke uznał się za całkowicie pokonanego”, a Jan Śmieszko został uniewinniony.
W roku 1933 powstał zbór w Małym Kacku (obecnie dzielnica Gdyni), który zasięgiem głoszenia obejmował teren w promieniu 80 km. Tam w roku 1934 w mieszkaniu rodziny Skibów, na chrześcijańskich zebraniach spotykało 15 osób, m.in. Dionizy Chacholski, Władysław Chomentowski, Tomasz Dembicki, Jan Skiba, Adolf Schütz.
W latach 30. XX wieku zdarzały się ataki na osoby prowadzące działalność kaznodziejską. Na przykład w Kamieniu 20-osobową grupę głosicieli otoczyło co najmniej 100 wrogo nastawionych mieszkańców. Obecność wojska ochroniła ich przed tłumem. W 1935 w miejscowości Łebno brutalnie pobici zostali głosiciele z tamtejszego zboru.
Z powodu aresztowań liczba głosicieli w Gdańsku spadła ze 191 w roku 1935 do 51 w roku 1939. W roku 1938 rozpowszechnili oni w tym mieście 5233 publikacje biblijne.
W zborze w Chyloni (obecnie dzielnica Gdyni) tuż przed wybuchem II wojny światowej działało około 50 głosicieli (m.in. Dionizy Chacholski, Stanisław Kaczanowski, Stanisław, Wiktoria i Janina Olińscy, Tomasz Piela, Pólmański (później zamordowany w KL Stutthof) i Wincenty Rączkowski).

#### Zakaz działalności na terenie Wolnego Miasta Gdańska
Do czasu gdy w 1933 roku działalność religijna Świadków Jehowy w Niemczech została obłożona zakazem, nadzór nad zborem w Gdańsku sprawowało niemieckie Biuro Oddziału w Magdeburgu. Po zamknięciu w dniu 28 czerwca 1933 roku tego Biura zbory na terenie Wolnego Miasta Gdańsk zaczęły podlegać pod środkowoeuropejskie biuro w Bernie w Szwajcarii. Otworzono wówczas małe gdańskie biuro Towarzystwa Strażnica, które znajdowało się przy Jakobsneugasse 7. Jego koordynatorem był Ewald Niehuß.
1 października 1933 roku aresztowano 26 świadków Jehowy oraz ich krewnych w trakcie uroczystości weselnej. Po przesłuchaniach 25 osób zwolniono, a jedną przetrzymywano w areszcie do końca kwietnia 1934, gdy wszystkim 26 świadkom Jehowy wytoczono akt oskarżenia. Nocą z 28 na 29 marca 1935 roku na podstawie decyzji Helmuta Frobössa, Prezydenta Policji w Gdańsku skonfiskowano z gdańskiego Biura Oddziału literaturę religijną Świadków Jehowy. Nazistowska prasa oraz rozgłośnie radiowe w Gdańsku określiły Świadków Jehowy jako „zagrażającą państwu”, zamaskowaną organizację komunistyczną. Na mocy rozporządzenia z 6 lipca 1935 roku wydalono Ewalda Niehußa, koordynatora biura Towarzystwa Strażnica.
23 lutego 1936 roku Wilhelm Ruhnau, działając jako przedstawiciel gdańskiego zboru, złożył wniosek do Prezydenta Senatu Wolnego Miasta Gdańska, Arthura Greisera, z prośbą o tymczasowe rozporządzenie zezwalające na swobodne praktykowanie religii, cofnięcie nakazu wydalenia Ewalda Niehußa, zwrot skonfiskowanego mienia oraz sprostowanie w mediach i obiektywne śledztwo. Gdy te starania okazały się nieskuteczne, 25 maja 1936 roku Świadkowie Jehowy wnieśli petycję z 670 podpisami do Wysokiego Komisarza Ligi Narodów, Seána Lestera. W dniach od 4 do 7 września 1936 roku w Lucernie w Szwajcarii odbył się kongres międzynarodowy. Kongres ten zwrócił uwagę władz na represje i prześladowania, jakim są poddawani Świadkowie Jehowy w Gdańsku.
25 września 1936 roku w Sopocie należącym wówczas do Wolnego Miasta Gdańsk aresztowano Wilhelma Ruhnaua, który przekazał relację dotyczącą prześladowań Świadków Jehowy w Gdańsku i w Niemczech do środkowoeuropejskiego biura Towarzystwa Strażnica w Szwajcarii. Po czterech dniach Ruhnau został uprowadzony z kraju, przypuszczalnie przez granicę lądową na teren Prus Wschodnich, gdzie został wydany władzom niemieckim i osadzony w obozie koncentracyjnym pod Berlinem. Pod koniec 1937 roku pozwolono Wilhelmowi Ruhnauowi napisać list z gestapowskiego więzienia. List ten z datą stempla z marca 1937 dotarł do jego mieszkania w Sopocie przez Nowy Jork. Dalsze losy Wilhelma Ruhnaua pozostają nieznane, a gdańska policja odmawiała udzielenia jego małżonce i rodzicom jakichkolwiek informacji na jego temat.
24 marca 1938 roku sąd w Gdańsku rozpatrywał w trybie przyspieszonym sprawę 30 głosicieli, którzy rozpowszechniali publikacje religijne. 16 z nich skazano na kary od 3 miesięcy do półtora roku więzienia, 8 na grzywny, a pozostałych uniewinniono.
Pod koniec lat 30. XX wieku Świadkowie Jehowy przewozili z Berlina do Gdańska publikacje i matryce do ich drukowania. Kurierem był m.in. Horst Schmidt (przybrany syn Emmy Zehden), który wiosną 1943 roku odwiedził rodzinę Koschmiederów, gdzie w ich mieszkaniu znajdował się konspiracyjny skład literatury biblijnej.

### Okres II wojny światowej
- KL Stutthof

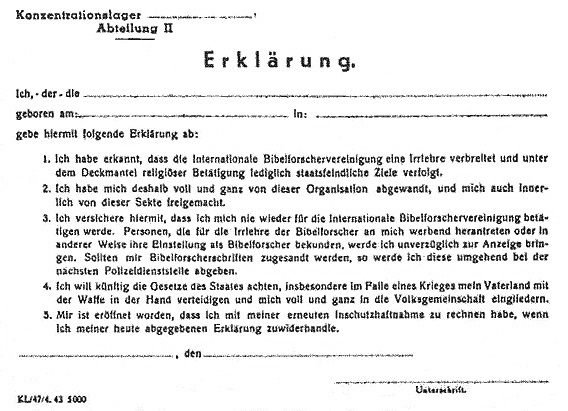
Hitlerowskie oświadczenie o wyrzeczeniu się wiary, którego podpisania świadkowie Jehowy odmawiali w Stutthof (KL)

Do obozu koncentracyjnego Stutthof trafiło co najmniej 99 świadków Jehowy (w tym 29 kobiet i 70 mężczyzn). Było wśród nich 54 Niemców, 40 Polaków, 1 Austriak, 1 Szwajcar, 1 Jugosłowianin, 1 Ukrainiec i 1 osoba bezpaństwowa. Najmłodszy więzień miał 16 lat, a najstarszy 62 lata. Najwięcej Świadków Jehowy w KL Stutthof (24 osoby) mieściło się w przedziale wiekowym 40–50 lat. Kolejne 23 osoby miały 30–39 lat. Już 6 września 1939 roku w obozie osadzono pierwszego Niemca, świadka Jehowy. Uwięziono w nim m.in. Wilhelma Scheidera, Alfonsa Licznerskiego, Feliksa Borysa, Augustyna Stankowskiego (za odmowę ładowania broni na statek w porcie), Edmunda Bruskiego z Chojnic, Stanisława Dziadosza, Bujarskiego z Chojnic. Więźniami byli również Eduard Walter, Frieda Hoop, Berte Kownatzki, Otto Martens, Hermine Koschmieder (Schmidt), Józef Scharner, Fritz Böhkne, Karl Quitschau, Ignacy Ukrzewski. Niektórych uwięziono za odmowę kopania okopów (z przyczyn religijnych), a innych na Pomorzu zastrzelono na miejscu.
Wielu świadków Jehowy osadzonych w tym obozie trafiło do niego z powodu odmowy podpisania oświadczenia o wyrzeczeniu się wiary. Najczęściej też trafiali do KL Stutthof za działania związane ze swoimi przekonaniami religijnymi. 24 osoby zostały przewiezione do tego obozu z więzienia w Gdańsku, a pozostali świadkowie Jehowy byli przewożeni raczej pojedynczo z różnych obozów przejściowych (Fort VII w Poznaniu, z więzień w Berlinie, Bydgoszczy, Chojnicach, Elblągu, Horniaku, Królewcu, Łodzi, Malborku, Pawiaku, Tapiau, Wartenburgu) oraz obozów koncentracyjnych (Buchenwald, Gusen, Mauthausen, Neuengamme, Ravensbrück, Wewelsburg). W obozie w porze ciszy nocnej Świadkowie Jehowy regularnie organizowali zebrania, a także powielali literaturą biblijną, tłumaczoną przez Wilhelma Scheidera z języka angielskiego na niemiecki, okazyjnie przemycaną do obozu. Spośród co najmniej 99 świadków Jehowy uwięzionych w KL Stutthof 29 osób zmarło, 24 osoby przeżyły (w tym 4 zwolniono), 11 osób dotarło w marszu śmierci do duńskiej wyspy Møn (m.in. Jan Deike z Sopotu, Edward Warter z Kłajpedy, Grohner, Alfermann, Kownacka, Koschmider, Polmańska, Szczygłowska, Maria Śmigiel, Marta Maleńka z Gdańska, która później zmarła na tyfus w Kopenhadze), 4 dotarły do Lauterbach na Rugii (m.in. Maria Piekarska, Nely Kucińska, Leonarda Panasiuk, Felicja Dębińska z Gdyni), 19 osób przewieziono do innych obozów, a dla 12 osób nie udało się ustalić ich dalszych losów. Latem 1943 roku w Gdańsku aresztowano 12 świadków Jehowy i postawiono ich przed sądem. Trafili oni do placówki gestapo w Gdańsku, gdzie proponowano im podpisanie oświadczenia o wyrzeczeniu się wiary w zamian za wolność. Wszystkich przewieziono do KL Stutthof. Pomimo ekstremalnych warunków w obozie dalej praktykowali swoją religię. Natomiast inni współwyznawcy przemycali do obozu Biblię i literaturę biblijną. Świadkowie Jehowy w KL Stutthof regularnie w nocy organizowali zebrania w baraku dla szewców.
Feliks Borys wspomina:

Gdy we wrześniu 1939 roku Niemcy zaatakowały Polskę, prześladowania przybrały na sile. Ostatecznie w roku 1943 zostałem aresztowany przez gestapo za odmowę pełnienia służby wojskowej w armii niemieckiej. W czasie przesłuchania agent tajnej policji próbował wydobyć ze mnie nazwiska innych miejscowych Świadków. Kiedy mu się to nie udało, oświadczył, że niechybnie zgniję w obozie koncentracyjnym. Najpierw zostałem wysłany do zakładu karnego w Chojnicach, gdzie kilku strażników tłukło mnie gumową pałką, chcąc złamać moją lojalność wobec Jehowy. Trwało to jakieś 15–20 minut, lecz przez cały czas żarliwie się modliłem. Pod koniec jeden z oprawców narzekał, że już opada z sił, a ja wciąż się trzymam. Rzecz zdumiewająca, ale po kilku pierwszych razach przestałem cokolwiek odczuwać. Słyszałem jedynie odgłos ciosów, przypominający dźwięk bębna znajdującego się gdzieś w oddali. Jehowa wyraźnie mnie ochronił i wysłuchał moich błagań. Wiadomość o pobiciu szybko obiegła więzienie, tak iż niektórzy zaczęli mnie nazywać „sługą Bożym”. Wkrótce potem znalazłem się w gdańskiej siedzibie gestapo, skąd miesiąc później trafiłem do obozu koncentracyjnego w Stutthofie.

Dwie kobiety będące świadkami Jehowy (Lidia Hermann i jej matka), zostały przewiezione do obozu Gdańsk-Kokoszki (KL Kokoschen).
W czasie ewakuacji obozu i tzw. marszu śmierci wśród więźniów było jedynie około dziesięciu świadków Jehowy; pomagali sobie wzajemnie, dzięki czemu przeżyli.
- Uwięzieni w innych obozach

Na około 200 wyznawców działających na obszarze Wolnego Miasta Gdańska represje dotknęły 175 osób, 151 z nich uwięziono, 33 trafiły do obozów koncentracyjnych, 12 zmarło, a 18 dzieci dotknęły dotkliwe prześladowania. W czasie II wojny światowej wielu wyznawców zostało wywiezionych do innych obozów koncentracyjnych, m.in. Elżbieta Abt, Getrud Ott, Alfreda Yarka do Auschwitz. Innych wyznawców np. Haralda Abta wysłano do obozu Sachsenhausen (KL).
Joseph Rehwald z Królewca został uwięziony w Sztumie, a następnie za odmowę służby wojskowej zginął w KL Sachsenhausen.
- Wysiedlenia i egzekucje

Świadkowie Jehowy z powodu odmowy przyjęcia niemieckiej listy narodowościowej i wyrzeczenia się wiary zostali przymusowo wysiedleni z własnych domów, np. rodzina Czesława Przybylskiego z Gdyni do wsi Krzywowólka, a Władysław Chomentowski z rodziną do Ostrowi Mazowieckiej. Ze względu na masowe wysiedlenia Schütz został upoważniony do koordynowania prowadzenia działalności na całym Wybrzeżu, jego żona Marta Schütz podróżowała po znacznej części Pomorza, dostarczając paczki żywnościowe uwięzionym współwyznawcom.
16 czerwca 1943 roku w Gdańsku gestapo aresztowało Oskara i Friedę Koschmiederów i jej córkę Hermine. W lutym 1944 roku odzyskali oni wolność. Jednak 12 kwietnia 1944 roku 18-letnia Hermine została ponownie uwięziona i na początku maja 1944 roku deportowana do obozu koncentracyjnego Stutthof pod Gdańskiem.
Wykonywano również egzekucje poza obozem. W Sztumie straceni zostali Ernst i Hans Rehwaldowie.

### Działalność powojenna (1945–1950)
1945
Po II wojnie światowej działalność na tym terenie koordynowało biuro, mieszczące się w Gdyni przy ul. Żwirki i Wigury 6 m. 26. W Sopocie w mieszkaniu niejakiego Potrykusa zebrania w języku niemieckim prowadził Szyc z Gdyni-Orłowa.
1946
W marcu w Sopocie odbył się chrzest nowych wyznawców. Zbór w Tczewie miał swoją salę zebrań przy Placu Wolności 21 (obecnie pl. Hallera). W drugiej połowie lat 40. należało do niego około 40–50 osób zamieszkałych w mieście oraz w powiecie tczewskim. Starszymi zboru byli: Bolesław Reszka, Teofil Borys i Paweł Klonowski. Oficjalnym przedstawicielem Biura Oddziału Świadków Jehowy był m.in. Jan Ziółkowski ze Słupska. Grupy w regionie słupskim działały też m.in. w Słupsku, Bytowie, Lęborku, Człuchowie i w Kobylnicy.
1947
Począwszy od wiosny zebrania organizowano w mieszkaniu rodziny Duraj przy ul. Orzeszkowej w Sopocie. Zebrania zborowe odbywały się również w mieszkaniach prywatnych, m.in. w Gdyni (w Małym Kacku, Chyloni, Grabówku i Obłużu oraz w mieszkaniu Orłowskiej przy ul. Świętojańskiej). Pionier prowadził działalność kaznodziejską w Malborku; wkrótce powstała tam grupa głosicieli.
19 marca w Gdyni zeszli na ląd z pokładu statku „Jutlandia” misjonarze Biblijnej Szkoły Strażnicy – Gilead, Stefan Behunick i Paweł Muhaluk, którzy organizowali działalność polskich Świadków Jehowy.
Według doniesień starosty powiatu chojnickiego, T. Rześniowieckiego z czerwca, społeczność Świadków Jehowy miała „na terenie miasta Chojnice, Małe Osady nr 1 swój zbór (...), a na terenie powiatu stowarzyszenie liczy ok. 40 członków”. Na terenie Chojnic nie było żadnej Sali Królestwa, stąd też cała grupa podlegała pod zbory mieszczące się w Tucholi i Starogardzie.
Na terenie województwa gdańskiego działało 11 zborów. Pierwsza Sala Królestwa w Gdyni mieściła się przy ul. Świerkowej 12 w Orłowie. Przy niej zamieszkała, przybyła z Krakowa, rodzina Jędras, która opiekowała się obiektem. Małżeństwo Olińskich prowadziło działalność kaznodziejską jako pionierzy (rejon: Malbork, Człuchów, Bytów). Po zakończeniu wojny Świadkowie Jehowy organizowali większe zgromadzenia. W dniach od 26 do 28 września zgromadzenie pod hasłem „Chwalcie Jehowę wszystkie narody” odbyło się w hali ujeżdżalni koni Sopockiego Stowarzyszenia Jeździeckiego w Sopocie przy ul. 23 marca 9/11 (urzędnicy odmówili zezwolenia na wynajęcie pawilonów wystawowych).
1948 
Zarejestrowano zbór w Gdańsku (miał on siedzibę w mieszkaniu Zofii Chetkie przy ul. Długa Grobla nr 15. Sługą grupy (zboru) był Schmidt ze zboru niemieckiego, a następnie sługą grupy został Wilk pochodzący z Bydgoszczy). Zgromadzenie odbyło się przy Skwerze Kościuszki w Gdyni.
1950
Wiosną zgromadzenie zorganizowano w hali sportowej „Start” przy ul. Wajdeloty w gdańskim Wrzeszczu. Zostało ono zakłócone i rozproszone przez funkcjonariuszy służby bezpieczeństwa, która prowadziła m.in. sprawy o kryptonimach: „Świadek” (dotycząca Świadków Jehowy w powiecie chojnickim, 1948–1955).

### Delegalizacja działalności i prześladowania
W roku 1950 miała miejsce fala aresztowań i od tego roku działalność prowadzona była konspiracyjnie.
Według szacunków Wojewódzkiego Urzędu Bezpieczeństwa w Gdańsku, wiosną 1950 roku na terenie województwa działało 37 grup. WUB ustalił też informacje o 929 głosicielach mieszkających w województwie gdańskim i oszacował liczbę głosicieli oraz osób zainteresowanych na około 2750. W czerwcu 1950 roku według kolejnych szacunków WUB działało 39 grup i co najmniej 1000 głosicieli. W województwie gdańskim poza główną akcją aresztowań z czerwca, 5 lipca 1950 roku przeprowadzono następną, podczas której aresztowano kolejnych głosicieli. Według niepełnych danych na dzień 8 lipca 1950 roku liczba aresztowanych w województwie wynosiła 58 osób. Do 5 sierpnia liczba wzrosła do 259 osób, 60 osób zostało zwolnionych, a 199 pozostawało w areszcie. Na koniec 1950 roku spośród około 200 aresztowanych, 9 zostało skazanych na bezwzględne kary pozbawienia wolności. W roku 1952 za działalność religijną w więzieniu w Wejherowie osadzonych było około 30 głosicieli.
W 1956 roku na terenie powiatu chojnickiego miało zamieszkiwać 26 Świadków Jehowy.
16 lipca 1964 roku Sąd Powiatowy w Gdyni „za przynależność do Świadków Jehowy” skazał Alojzego Kłapuckiego na 3 lata więzienia w zawieszeniu.
W czasie zakazu (od początku lat 50. do końca lat 70. XX wieku) organizowano potajemne zgromadzenia, tzw. konwencje leśne.

### Czas „odwilży”
Pod koniec grudnia 1977 roku przedstawiciele Ciała Kierowniczego Świadków Jehowy oficjalnie spotkali się z niektórymi wyznawcami na terenie obecnego województwa (30 grudnia w Słupsku, a 31 grudnia w Gdyni i Gdańsku).
Pod koniec lat 70. XX wieku niektórym świadkom udało się wyjechać na kongresy poza granice Polski – najpierw do Lille we Francji, potem do Kopenhagi w Danii (pod hasłem „Zwycięska wiara”), w roku 1980 (pod hasłem „Miłość Boża”) i 1981 (pod hasłem „Lojalność wobec Królestwa”) do Wiednia.
Szczególnie od 70. XX wieku głosiciele w lecie prowadzą grupową wyjazdową działalność kaznodziejską na terenach, gdzie jest mniej wyznawców (dawne nazwy: grupy pionierskie, ośrodki pionierskie, obozy pionierskie).
Od początku lat 80. XX wieku w Gdańsku ponownie były organizowane oficjalne kongresy. W 1981 roku w kongresie pod hasłem „Lojalność wobec Królestwa” w gdańskiej hali Olivii zebrało się 5751 osób. W tej samej hali w roku 1982 zorganizowano kongres pod hasłem „Prawda o Królestwie” (ponad 6600 obecnych). W roku 1983 kongres pod hasłem „Jedność dzięki Królestwu” odbył się w Operze Leśnej w Sopocie. Kolejne kongresy dla wyznawców z województwa odbywały się na stadionie Lechii Gdańsk i stadionie Wybrzeża Gdańsk (1984, 1986–1988).

W 1988 do grupy 12 głosicieli w Sztumie dołączyli pionierzy, którzy przyczynili się do powstania miejscowego zboru.

### Odzyskanie rejestracji prawnej i rozwój działalności

#### Działalność w ośrodkach penitencjarnych
Od 12 maja 1989 roku, kiedy to Świadkowie Jehowy w Polsce zostali oficjalnie zarejestrowani, specjalnie przygotowani kaznodzieje odwiedzają zakłady karne i areszty na terenie województwa (Gdańsk, Chojnice, Czersk, Słupsk, Starogard Gdański, Wejherowo, Sztum, Malbork, Kwidzyn).

#### Sale Królestwa
Na początku lat 90. XX wieku w Tczewie działały 4 zbory, do których należało około 300 głosicieli. Tczewskie zbory korzystały z dwóch Sal Królestwa w mieście, przy ul. Wigury i ul. gen. Bema. W 1990 roku powstał w Sztumie 90-osobowy zbór, a później Sala Królestwa. Zaczęto prowadzić regularne, 10-minutowe studia biblijne z grupą miejscowych więźniów, wychodzących sprzątać ulice. W 1992 roku o działalności miejscowych wyznawców napisała „Strażnica Zwiastująca Królestwo Jehowy”. Wkrótce w różnych miastach powstały Sale Królestwa. W Słupsku powstała ona w 2007 roku w wyremontowanym obiekcie po byłej przychodni.

#### Kongresy i zgromadzenia
Kongresy regionalne na terenie województwa odbywają się w Gdynia Arena oraz dodatkowo w języku rosyjskim i ukraińskim w Sali Zgromadzeń Świadków Jehowy w Malborku.
Poprzednio odbywały się na stadionie Lechii Gdańsk (1990–2003), Wybrzeża Gdańsk (2006), Polonii Gdańsk (2009, 2010), Stadionie Miejskim w Gdyni (2007, 2008, 2011–2013), na Ergo Arena (2017, 2018, 2023), Energa Gdańsk (2019), Polsat Plus Arena Gdańsk (2019, 2024) i w gdyńskiej hali Arena (2014–2016).
Natomiast zgromadzenia obwodowe odbywały się – m.in. w halach sportowych w Gdańsku, Gdyni, Jezierzycach k. Słupska, Słupsku (Hala Gryfia).
W 1990 roku kongres ph. „Czysta mowa” odbył się od 2 do 5 sierpnia na gdańskim stadionie „Lechii”, który wcześniej Świadkowie Jehowy wyremontowali. Kolejny kongres ph. „Lud miłujący wolność” na tym stadionie miał miejsce od 12 do 14 lipca 1991 roku. Kongres ph. „Nosiciele światła” odbył się w tym samym miejscu od 17 do 19 lipca 1992. Od 22 do 25 lipca 1993 roku zorganizowano tam kongres ph. „Pouczani przez Boga”, od 8 do 10 lipca 1994 roku kongres ph. „Bojaźń Boża”, od 30 czerwca do 2 lipca 1995 roku kongres ph. „Rozradowani chwalcy Boga”. W kongresie ph. „Posłańcy pokoju Bożego”, który odbył się na tym stadionie w dniach 12–14 lipca 1996 roku uczestniczyło 9 tysięcy osób, ochrzczono 300 osób. Kolejne kongresy na tym stadionie odbyły 18–20 lipca 1997 roku (ph. „Wiara w Słowo Boże”), 3–5 lipca 1998 roku (ph. „Boża droga życia”), 2–4 lipca 1999 roku (ph. „Prorocze słowo Boże”), 7–9 lipca 2000 roku (ph. „Wykonawcy słowa Bożego”), 29 czerwca–1 lipca 2001 roku (ph. „Nauczyciele słowa Bożego”), 12–14 lipca 2002 roku (ph. „Gorliwi głosiciele Królestwa”; około 8 tysięcy obecnych); 18–20 lipca 2003 roku (ph. „Oddajcie chwałę Bogu”), 2–4 lipca 2004 lipca), 15–17 lipca 2005 roku (ph. „Posłuszni Bogu”).
Kongres ph. „Wyzwolenie jest blisko!” odbył się w dniach od 4 do 6 sierpnia 2006 roku na Stadionie Wybrzeża Gdańsk. W dniach 6–8 lipca 2007 roku kongres ph. „Naśladuj Chrystusa!” odbył się na Stadion Arki Gdynia. Kongres ph. „Kierowani duchem Bożym” odbył się w dniach 27–29 czerwca 2008 roku na gdyńskim stadionie GOSiR.
W dniach 24–26 lipca 2009 roku na Stadion Polonii Gdańsk odbył się kongres ph. „Czuwajcie!”. Na tym samym stadionie odbył się w dniach 2–4 lipca 2010 roku kongres ph. „Trwaj przy Jehowie!”.
Na Stadionie GOSiR w Gdyni, odbył się w dniach 15–17 lipca 2011 roku kongres ph. „Niech przyjdzie Królestwo Boże!”. Na tym samym stadionie odbył się w dniach 13 do 15 lipca 2012 roku kongres ph. „Strzeż swego serca!”, w dniach od 26 do 28 lipca 2013 roku kongres ph. „Słowo Boże jest prawdą!”.
W dniach dniach 18-20 i 25-27 lipca 2014 roku kongres ph. „Szukajmy najpierw Królestwa Bożego!” odbył się w Gdynia Arena.
Na tym samym obiekcie w dniach 10–12 lipca oraz 17–19 lipca 2015 roku odbył się kongres ph. „Naśladujmy Jezusa!”. W tym samym miejscu odbył się w dniach 1–3 lipca 2016 roku kongres ph. „Lojalnie trwajmy przy Jehowie!”.
W dniach od 30 czerwca do 2 lipca 2017 roku kongres ph. „Nie poddawaj się!” odbył się w Ergo Arena. Na tym samym obiekcie odbył się w dniach 10–12 sierpnia 2018 roku kongres ph. „Bądź odważny!” (17–19 sierpnia 2018 roku kongres odbył się dodatkowo w Sali Zgromadzeń w Malborku).
Kongres ph. „Miłość nigdy nie zawodzi!” z udziałem 14 410 obecnych, odbył się w dniach 9–11 sierpnia 2019 roku na Stadionie Energa Gdańsk. Wzięli w nim udział głosiciele i osoby zainteresowane z województwa pomorskiego, z zachodnich krańców województwa warmińsko-mazurskiego i północnych krańców województwa kujawsko-pomorskiego. Dodatkowy kongres odbył się w dniach 16–18 sierpnia 2019 roku w Sali Zgromadzeń w Malborku.
W 2023 roku kongres pod hasłem „Okazujcie cierpliwość!” odbył się w dniach 28–30 lipca w Ergo Arena.
W 2024 roku kongres pod hasłem „Głośmy dobrą nowinę!” odbył się w dniach 28–30 czerwca na Polsat Plus Arena Gdańsk. Dodatkowo kongres w języku rosyjskim (2–4 sierpnia) oraz ukraińskim (9–11 sierpnia) zorganizowano w Sali Zgromadzeń w Malborku.

#### Sala Zgromadzeń
W Malborku znajduje się Sala Zgromadzeń, czyli miejsce zgromadzeń obwodowych. Sala mieści się w malborskiej dzielnicy Wielbark przy ul. Głowackiego 104. Obiekt został wybudowany od podstaw na bagnistym terenie byłego poligonu wojskowego, w ciągu jednego roku, a uroczyście oddany do użytku 7 września 2002 roku. Sala główna może pomieścić 1100 osób. Korzysta z niej około 200 zborów z Pomorza (oprócz wyznawców z powiatu słupskiego i bytowskiego, którzy spotykają się w Sali Zgromadzeń w Mostach), z Kujaw (oprócz części południowo-wschodniej województwa kujawsko-pomorskiego), Warmii i Mazur (oprócz części wschodniej województwa warmińsko-mazurskiego) w czasie zgromadzeń obwodowych. Odbywają się również kongresy regionalne oraz zgromadzenia obwodowe w języku rosyjskim i ukraińskim. W latach 2017–2018 odbywały się w niej również kongresy regionalne w języku rosyjskim. 14 września 2002 roku odbył się tzw. dzień otwartych drzwi. Rozdano 5000 zaproszeń (w tym 100 imiennych – władzom miasta, powiatu, gmin, dyrektorom szkół i szpitali), z których skorzystało ponad 1000 gości. 27 czerwca 2006 roku od uderzenia pioruna spłonęła część dachu w zachodnim skrzydle; został on w krótkim czasie odbudowany przez wolontariuszy. W obiekcie znajduje się dodatkowo Sala Królestwa (dla czterech zborów z Malborka).

#### Wystawy, konkursy i konferencje naukowe oraz historyczne poświęcone represjom w trakcie II wojny światowej i okresu powojennego
Przez 5 miesięcy w 2006 roku na terenie byłego Stutthof (KL) prezentowana była wystawa Więzieni za wiarę – Świadkowie Jehowy a hitleryzm poświęcona ich neutralności w okresie nazizmu. Uroczyste otwarcie wystawy odbyło się 26 kwietnia 2006 roku. Obecni byli m.in. przedstawiciele Świadków Jehowy w Niemczech, którzy wygłosili dwa referaty tłumaczone na język polski. Wyświetlono również skróconą wersję filmu Niezłomni w obliczu – Świadkowie Jehowy a hitleryzm. Wystawa obejmowała 27 plakatów dotyczących prześladowań Świadków Jehowy (w tym 4 obejmujące ten obóz).
19 października 2023 roku na XVI Kongresie Polskiego Towarzystwa Transplantacyjnego w Gdańsku przedstawiono wykład pt. „Jak przygotować Świadka Jehowy do zabiegu transplantacji – punkt widzenia perfuzjonisty”.

#### Kursy
23 czerwca 2013 roku w Słupsku odbyło się uroczyste zakończenie nauki przez pierwszą w Polsce klasę Kursu Biblijnego dla Małżeństw. W październiku 2015 roku w Gdańsku zakończyła naukę 3. klasa Kursu dla Ewangelizatorów Królestwa.

#### Działalność wśród obcokrajowców, mniejszości etnicznych i głuchych
W kwietniu 2016 roku zorganizowano specjalną kampanię ewangelizacyjną w języku kaszubskim.
Działalność prowadzona jest też wśród obcokrajowców. Oprócz języka polskiego i polskiego migowego zebrania zborowe organizuje się również w języku angielskim, hiszpańskim, rosyjskim i ukraińskim.

#### Pomoc dla potrzebujących
Od końca lutego 2022 roku rozpoczęto organizowanie pomocy dla Świadków Jehowy z Ukrainy, uchodźców – ofiar inwazji Rosji. W tym celu na terenie województwa powołano jeden z 16 Komitetów Pomocy Doraźnej działających w Polsce, składający się z przeszkolonych wolontariuszy.

#### Pozostała działalność
W latach 90. XX wieku i XXI wieku delegacje z tutejszych zborów były na kongresach międzynarodowych w Niemczech, Austrii, Francji, Rosji, Czechach, Stanach Zjednoczonych, Kanadzie, Korei Południowej, na Węgrzech i na Ukrainie.
W 2008 roku na terenie województwa działało 120 zborów. W 2010 roku było 8737 głosicieli w 123 zborach oraz 58 Sal Królestwa.
W roku 2013 rozpoczęto specjalne świadczenie publiczne na terenie wielkomiejskim obejmujące Gdańsk. Wdrożono też program świadczenia publicznego na terenie poszczególnych zborów za pomocą wózków z literaturą biblijną.
W 2015 roku było 8502 głosicieli w 84 zborach. W roku 2018 liczba głosicieli wynosiła 8144 należących do 83 zborów. W 2021 roku było 8218 głosicieli należących do 83 zborów, w których usługiwało 645 starszych zboru.

## Galeria wybranych Sal Królestwa

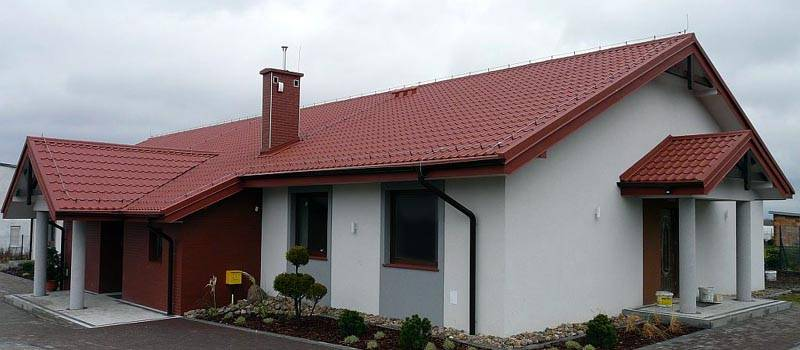
Czarlin k. Tczewa
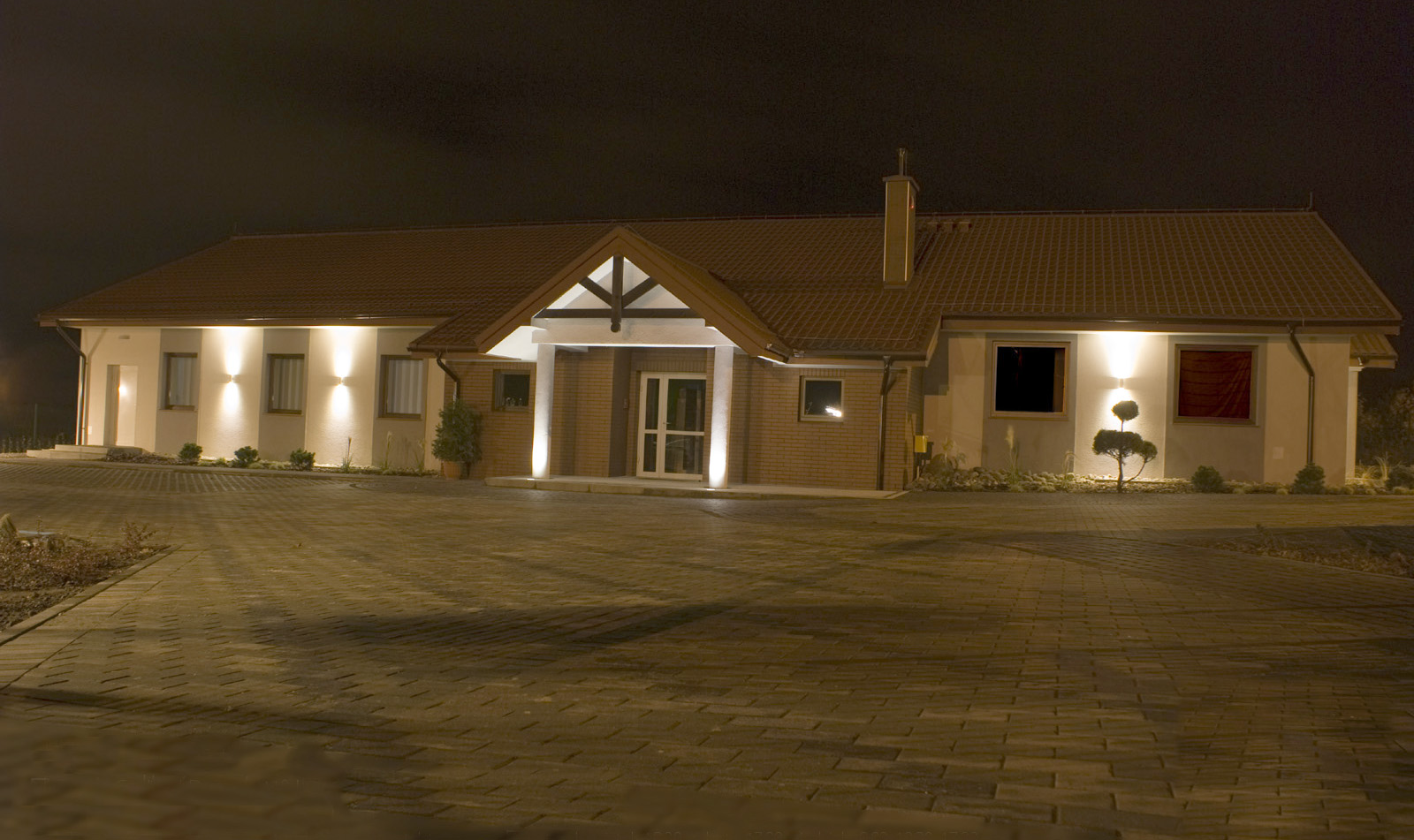
Sala w Czarlinie widziana nocą
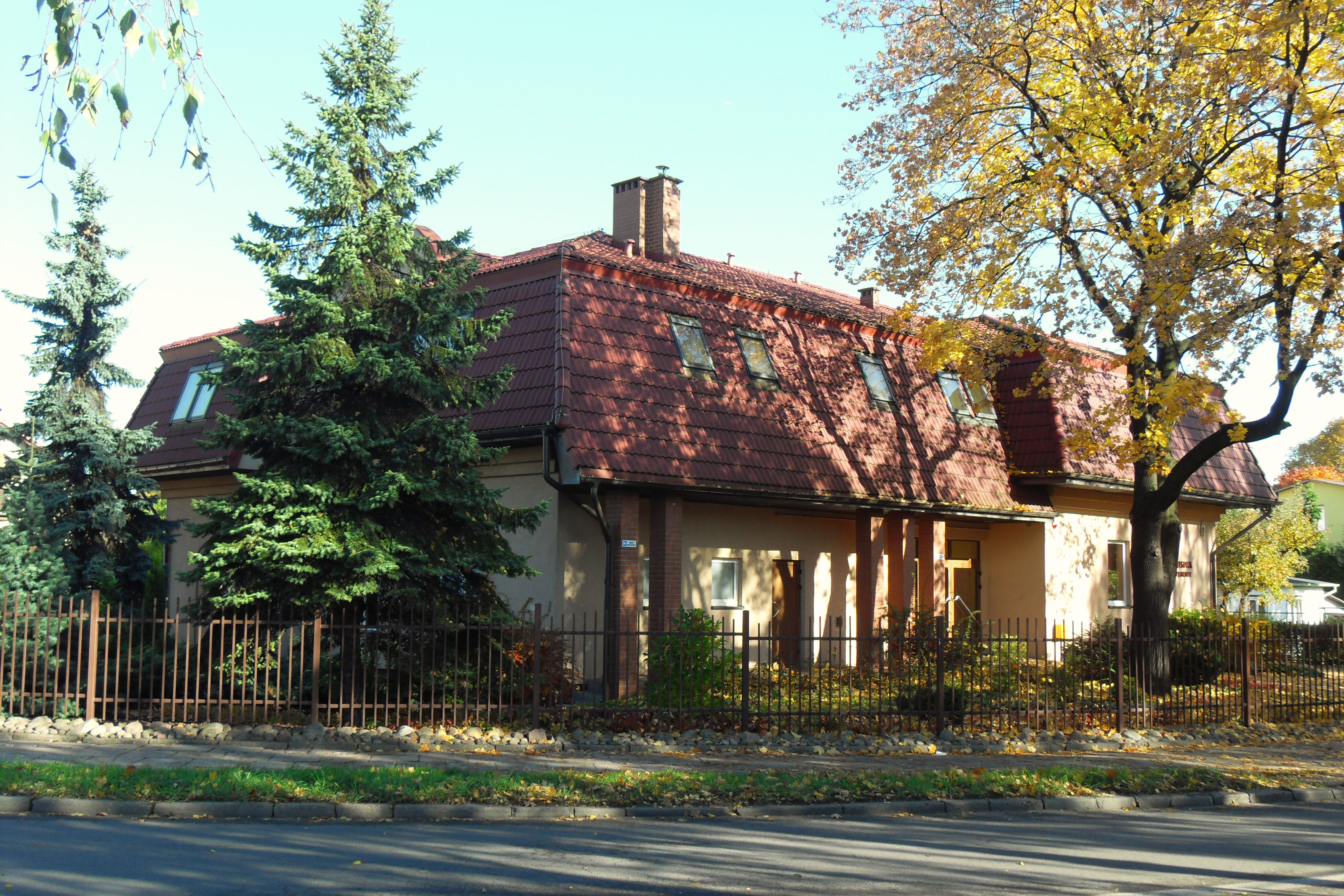
jedna z Sal w Gdańsku
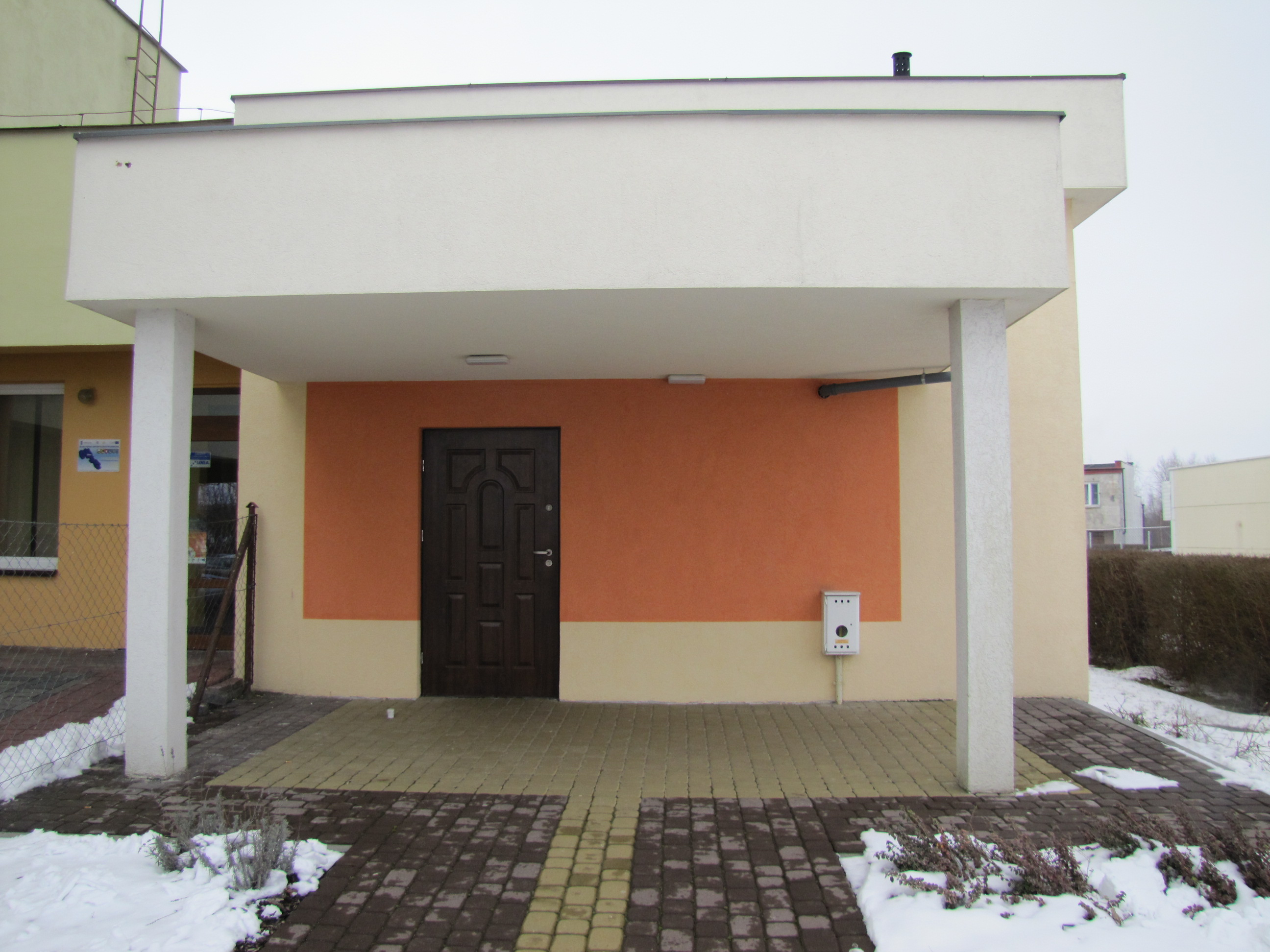
Debrzno
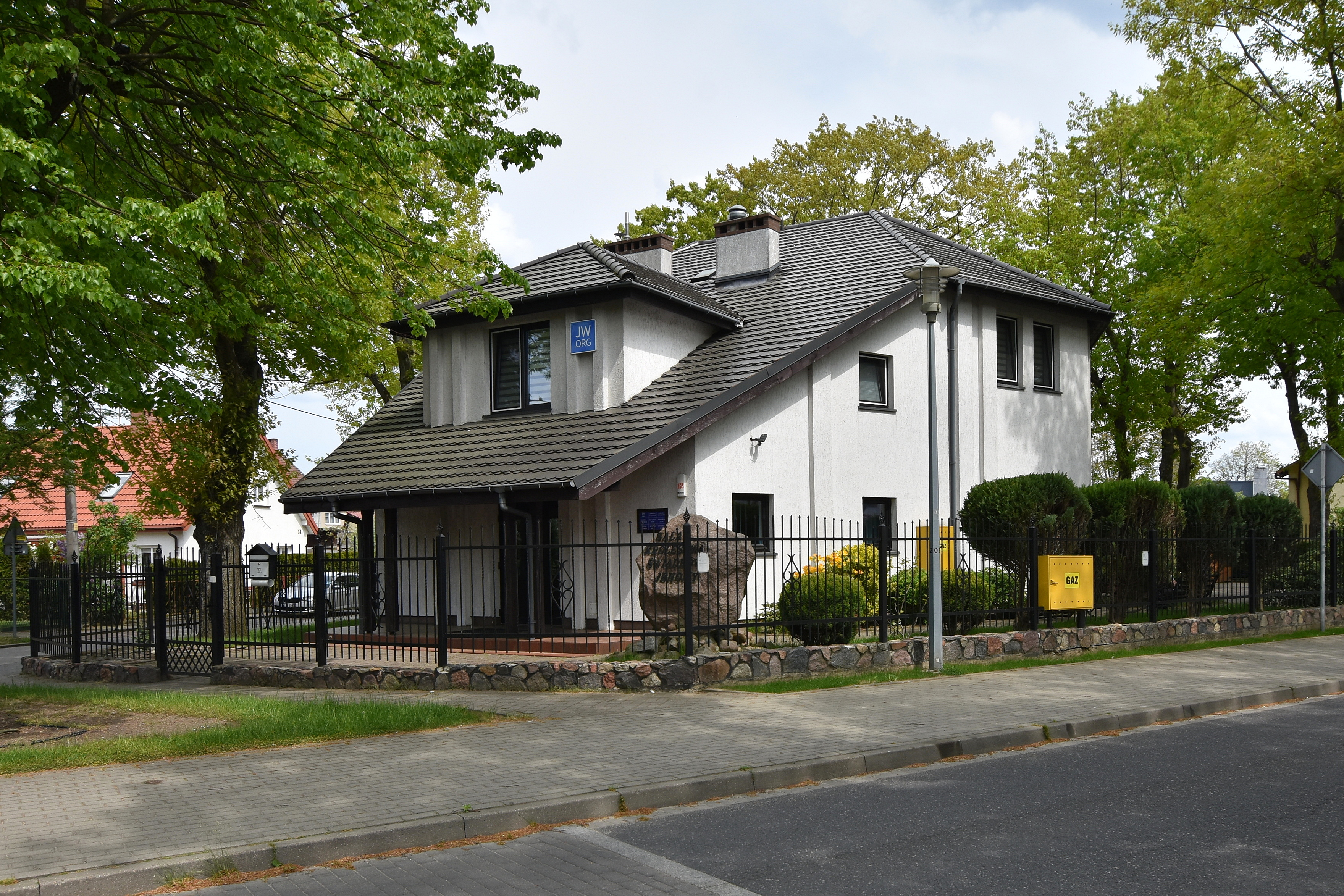
Ustka

## Zbory
Poniższa lista obejmuje zbory zgromadzające się na terenie województwa pomorskiego:
Na terenie miast na prawach powiatu
- Gdańsk: 22 zbory: Angielski, Brętowo, Centrum, Migowy, Morena, Oliwa, Orunia–Wschód, Orunia–Zachód, Osowa–Południe, Osowa–Północ, Przymorze, Rosyjski, Siedlce, Stadion, Ujeścisko–Wschód, Ujeścisko–Zachód, Ukraiński–Południe, Ukraiński–Północ, Wrzeszcz, Wschód, Zaspa, Żabianka
- Gdynia: 8 zborów: Chylonia, Cisowa, Grabówek, Karwiny, Oksywie, Pogórze, Redłowo, Witomino
- Słupsk: 6 zborów: Osiedla Zachodnie, Rosyjski, Stare Miasto (w tym grupa ukraińskojęzyczna), Wschód, Południe, Zatorze Północ (w tym grupa hiszpańskojęzyczna)
- Sopot: 1 zbór: Sopot (Sala Królestwa: Gdańsk)

Na terenie powiatów
- powiat bytowski: 2 zbory: Bytów, Miastko
- powiat chojnicki: 4 zbory: Chojnice–Wschód, Chojnice–Zachód, Chojnice-Rosyjski, Czersk (Sala Królestwa: Złotowo)
- powiat człuchowski: 3 zbory: Człuchów–Południe, Człuchów–Północ, Debrzno
- powiat gdański: 3 zbory: Kolbudy, Łęgowo (Sala Królestwa: Juszkowo), Pruszcz Gdański–Wschód, Pruszcz Gdański–Zachód (Sala Królestwa: Juszkowo)
- powiat kartuski: 2 zbory: Kartuzy (Sala Królestwa: Dzierżążno), Żukowo (Sala Królestwa: Dzierżążno)
- powiat kościerski: 1 zbór: Kościerzyna
- powiat kwidzyński: 4 zborów: Kwidzyn–Dolny, Kwidzyn–Północ, Kwidzyn–Wschód, Ryjewo
- powiat lęborski: 2 zbory: Lębork–Południe, Lębork–Północ
- powiat malborski: 4 zbory: Malbork–Kałdowo, Malbork–Piaski, Malbork–Południe, Malbork–Wielbark
- powiat nowodworski: 2 zbory: Nowy Dwór Gdański–Południe, Nowy Dwór Gdański–Północ
- powiat pucki: 1 zbór: Puck–Władysławowo (Sala Królestwa: Władysławowo) (w tym grupa na oddaleniu: Hel)
- powiat słupski: 4 zbory: Dębnica Kaszubska (Sala Królestwa: Słupsk), Smołdzino (Sala Królestwa: Słupsk), Słonowice, Ustka–Wschód, Ustka–Zachód,
- powiat starogardzki: 3 zbory: Starogard Gdański–Południe, Starogard Gdański–Północ (w tym grupa ukraińskojęzyczna), Starogard Gdański–Wschód
- powiat sztumski: 2 zbory: Dzierzgoń, Sztum (w tym polskojęzyczna grupa na oddaleniu – Zakład Karny), (Sala Królestwa: Sztumskie Pole)
- powiat tczewski: 4 zbory: Gniew, Tczew–Centrum, Tczew–Czyżykowo (w tym grupa rosyjskojęzyczna), Tczew-Suchostrzygi (Sala Królestwa: Czarlin)
- powiat wejherowski: 6 zborów: Reda, Rumia, Wejherowo–Północ, Wejherowo–Śródmieście, Wejherowo–Wschód (w tym grupa rosyjskojęzyczna), Wejherowo–Zachód